# Montana Belle
Montana Belle is een Amerikaanse western uit 1952 onder regie van Allan Dwan.

## Verhaal
Belle Starr ontsnapt ternauwernood aan een lynchpartij, omdat de Daltonbende haar te hulp schiet. Zowel Bob Dalton als het bendelid Mac heeft een oogje op haar. De cafébaas Tom Bradfield wil samen met een paar bankiers de bende oprollen. Hij is ook geïnteresseerd in Belle. Dan ontstaat er nog onenigheid onder de Daltons.

## Rolverdeling
| Acteur          | Personage      |
| --------------- | -------------- |
| Jane Russell    | Belle Starr    |
| George Brent    | Tom Bradfield  |
| Scott Brady     | Bob Dalton     |
| Forrest Tucker  | Mac            |
| Andy Devine     | Pete Bivins    |
| Jack Lambert    | Ringo          |
| John Litel      | Matt Towner    |
| Ray Teal        | Emmett Dalton  |
| Rory Mallinson  | Grat Dalton    |
| Mike Ragan      | Ben Dalton     |
| Roy Barcroft    | Jim Clark      |
| Ned Davenport   | Bankbediende   |
| Dick Elliott    | Jeptha Rideout |
| Gene Roth       | Sheriff Ripple |
| Stanley Andrews | Sheriff Combs  |